# Ґнати-Щербакі
Ґнати-Щербакі (пол. Gnaty-Szczerbaki) — село в Польщі, у гміні Вінниця Пултуського повіту Мазовецького воєводства.
Населення — 97 осіб (2011).
У 1975-1998 роках село належало до Цехановського воєводства.

## Демографія
Демографічна структура станом на 31 березня 2011 року:
|          | Загалом | Допрацездатний вік | Працездатний вік | Постпрацездатний вік |
| -------- | ------- | ------------------ | ---------------- | -------------------- |
| Чоловіки | 43      | 8                  | 31               | 4                    |
| Жінки    | 54      | 16                 | 27               | 11                   |
| Разом    | 97      | 24                 | 58               | 15                   |